# Czerwienica wtórna
Czerwienica wtórna lub nadkrwistość wtórna (łac. poliglobulia secundaria) – stan, w którym liczba krwinek czerwonych w krwi przekracza 5 600 000/mm³, hematokryt wzrasta powyżej 49% i stężenie hemoglobiny jest wyższe niż 17%, najczęściej spowodowany zmniejszeniem wysycenia krwi tętniczej tlenem, co powoduje zwiększenie wydzielania erytropoetyny.

## Przyczyny
- wrodzone wady serca
- uszkodzenie płuc i oskrzeli (zespół płucno-sercowy, zwłóknienie płuc)
- przebywanie na wysokości powyżej 2500 m n.p.m. (czerwienica górska)
- nowotwory wątroby, macicy, nadnerczy (guz chromochłonny), przysadki i móżdżku
- hemoglobinopatie
- przeszczep nerki[3]
- jatrogenne (leczenie mocznicy i farmakoterapia męskimi hormonami płciowymi)[1][2]

## Objawy i przebieg
Przebieg choroby jest przewlekły. Objawy to:
- sinoczerwone zabarwienie nosa, warg i uszu (stąd czerwienica[1]),
- szumy uszne,
- duszność,
- bóle i zawroty głowy,
- nasilenie objawów niewydolności oddechowej,
- przekrwienie i obrzęk narządów wewnętrznych (wyłączając wątrobę i śledzionę[2]).

Laboratoryjnie można stwierdzić zwiększenie hematokrytu, ilości hemoglobiny oraz masy erytrocytów, nie stwierdza się leukocytozy i zwiększenia liczby trombocytów. Stężenie erytropoetyny wzrasta, OB jest bardzo niski.

## Różnicowanie
Czerwienica prawdziwa – występuje w niej powiększenie śledziony i zwiększona ilość płytek krwi oraz leukocytów.

## Leczenie
Choroba całkowicie ustępuje po usunięciu jej przyczyny. W celu przyniesienia ulgi pacjentowi można wykonać upust krwi i podawać leki hamujące erytropoezę, jednakże te zabiegi nie eliminują choroby.